# Glouster (Ohio)
Pour les articles homonymes, voir Gloucester (homonymie).
Glouster est un village américain situé dans le comté d'Athens, dans l’Ohio. Selon le recensement de 2010, sa population est de 1 791 habitants.